# Wasilij Ryczko
Wasilij Własowicz Ryczko, Wasyl Własowicz Ryczko (ros. Василий Власович Рычко́, ukr. Василь Власович Ричко, ur. 1 marca 1919 w Hłobynem, zm. 20 września 1977 w Czerkasach) – radziecki działacz państwowy i partyjny.

## Życiorys
Studiował w Dniepropetrowskim Instytucie Górniczym, w latach 1941–1945 służył w Armii Czerwonej, od 1945 należał do WKP(b), 1947–1949 był pomocnikiem głównego inżyniera i głównym inżynierem kopalni w obwodzie stalińskim (obecnie obwód doniecki). Od sierpnia 1949 do stycznia 1950 był szefem Wydziału Produkcyjno-Technicznego Oddziału Radzieckiej Spółki Akcyjnej „Kalij” w Erfurcie w NRD, od stycznia 1950 do września 1951 głównym inżynierem kombinatu Heiligenroda Oddziału Radzieckiej Spółki Akcyjnej „Kalij” w Erfurcie, a od września 1951 do sierpnia 1952 dyrektorem generalnym kombinatu Volkenroda Radzieckiej Spółki Akcyjnej „Kalij” w Erfurcie. Od września 1952 do 1954 był szefem zarządu budowy kopalni i działu technicznego trustu górniczego w obwodzie stalińskim, w latach 1954–1956 II sekretarzem Komitetu Miejskiego KPU w Czystiakowem, 1956–1960 inspektorem KC KPU, od 1960 do lutego 1961 sekretarzem, a od lutego 1961 do stycznia 1963 II sekretarzem Wołyńskiego Komitetu Obwodowego KPU. Od stycznia 1963 do grudnia 1964 był I sekretarzem Czerkaskiego Przemysłowego Komitetu Obwodowego KPU, od grudnia 1964 do października 1965 sekretarzem Czerkaskiego Komitetu Obwodowego KPU, od października 1965 do 1975 II sekretarzem tego komitetu, a od 1975 do końca życia zastępcą przewodniczącego Komitetu Wykonawczego Czerkaskiej Rady Obwodowej.

## Odznaczenia i nagrody
- Order Rewolucji Październikowej
- Order Czerwonego Sztandaru Pracy (dwukrotnie)
- Order „Znak Honoru”
- Nagroda Rady Ministrów ZSRR